# Cirilo Robles
Cirilo Fernando Robles Callomamani fue un político peruano, que asumió la alcaldía de la provincia de El Collao. Fue elegido en las elecciones regionales y municipales del 2002 como alcalde de esa provincia, en el departamento de Puno, para el periodo 2003-2006 obteniendo el 21.650% de los votos.
Robles Callomamani falleció el 26 de abril de 2004, cuando fue linchado por la población de su ciudad en la misma Plaza de Armas de la ciudad de Ilave. El caso se convirtió en un reflejo emblemático de la percepción pública de corrupción en el país y destacó la influencia de actores externos, tales como empresarios y medios de comunicación locales, en un contexto político polarizado.

## Crisis administrativa de El Collao
Cirilo Robles gestionaba la provincia de El Collao, que contaba con el mayor número de centros poblados del departamento de Puno. Dado que, desde la década de 1980, las municipalidades de los centros poblados (que han sido un componente clave de la institucionalidad política rural) exigían la entrega de aportes económicos, agrícolas o de urbanización a las comunidades. Sin embargo, surgieron inconvenientes en la gestión de recursos que provocaron una crisis administrativa entre el alcalde y las comunidades rurales. Se intentó mitigar aquella crisis, pero esta se vio agravada por el rechazo de varios centros poblados hacia Robles y sus regidores.

## Linchamiento
En abril del 2004, la población de la ciudad de Ilave, capital de la provincia de El Collao realizó una protesta pública por las noticias de malos manejos en la gestión edil de Robles Callomamani. Sobre él pesaban acusaciones de corrupción, malversación de fondos e incumplimiento de promesas electorales. Campesinos aimaras de las zonas rurales de la provincia se establecieron durante varias semanas en las puertas del edificio de la municipalidad reclamando por el incumplimiento del asfaltado de la carretera Ilave-Mazocruz. 
Robles abandonó Ilave el 2 de abril tras una frustrada rendición de cuentas ante el consejo municipal y se estableció en la ciudad de Puno. Regresó a Ilave el día 26 y organizó una sesión del consejo municipal en la que se iba a discutir su declaratoria de vacancia del cargo de Alcalde, mientras que Robles pedía garantías para su vida. Esta reunión se realizó en su casa y no en el local de la Municipalidad que estaba siendo vigilada por la turba. Al enterarse de esto, la turba ingresó a la vivienda y lo golpeó, sacándolo a empellones, manteniéndolo cautivo por varias horas y torturándolo por el pueblo hasta la plaza de armas, donde fue linchado. Su cuerpo sin vida fue encontrado debajo del Puente Viejo de la ciudad.
Fue velado en la Universidad Nacional del Altiplano, donde fue profesor de la carrera de Sociología. El 28 de abril de 2004 fue sepultado en el Cementerio General de Laykakota. En una ceremonia realizada en el cementerio, el alcalde de Puno leyó una resolución que lo declaró «Mártir de la Democracia».

## Sucesos posteriores
Tras el suceso en 2004, se investigó la rendición de cuentas, en que la Contraloría General de la República exculpó su pena por falta de pruebas. Según la esposa de Robles, la Contraloría no encontró evidencias sobre el desfalco de dinero acusado en su gestión. Para 2005, el alcalde Miguel Flores manifestó que tras el fallecimiento «todo sigue igual para nosotros», a causa de una falta de atención por parte del gobierno hacia la Ilave.
Finalmente, la Contraloría General de la República no encontró indicios de irregularidades en su gestión. Su teniente alcalde, Alberto Sandoval Loza, fue acusado de ser el autor intelectual de este hecho, que se investigó en un juicio que se prolongó demasiado en el tiempo. En enero de 2014, la Corte Suprema dictó una sentencia de 30 años de prisión para Valentín Ramírez Chino y Alberto Sandoval Loza por los delitos de secuestro agravado y homicidio.